# Il'inskij (vulcano)
L'Il'inskij o Il'inskaja Sopka (in russo Ильинская Сопка?) è uno stratovulcano dormiente situato nella parte meridionale della Kamčatka, in Russia. 

## Descrizione
L'Il'inskij si trova sulla costa nord-orientale del lago Kuril, tra il lago e il vulcano Želtovskij. Si compone di due edifici: antico e moderno ed è classificato come vulcano somma. La sua altezza assoluta è di 1577 m (1578 m o 1555 m) il diametro della base è di 8 km, la superficie è di 60 km². È composto principalmente da andesiti. L'ultima eruzione è avvenuta nel 1901.